# زاك كينغ
زاك كينغ (بالإنجليزية: Zach King) (من مواليد 4 شباط 1990) نجم أمريكي على موقع فاين، وصانع أفلام وأحد مشاهير موقع يوتيوب، مقيم في لوس أنجلوس. معروف جداً بمقاطع الفيديو المكونة من ست ثواني، يتم تحريرها رقميا لتبدو كما لو أنه يقوم بأعمال سحرية. بدأ بنشر مقاطع الفيديو على يوتيوب في عام 2008، وبدأ في عام 2013 بنشر مقاطع الفيديو على فاين.
فاز زاك بمسابقة هوليت-باكارد التجارية في عام 2010، وحصل على دعوة إلى السجادة الحمراء في مهرجان لندن السينمائي. وفي عام 2013، فاز في مسابقة NextUp Creators الخاصة بموقع يوتيوب. شارك زاك وزوجته راشيل هولم في الموسم 28 من لعبة الواقع الأمريكي السباق المدهش. حيث خرجا خلال المرحلة التاسعة من السباق ليحتلا المركز السادس في الترتيب العام.

## البداية والتعليم
ولد زاك وترعرع بولاية بورتلاند، أوريغون. وهو من أصل نصف صيني من جهة الأب، وربع نمساوي وربع من أصل نيكاراغوي من جهة الأم. قدم زاك أول فيلم له عندما كان في السابعة من عمره مستخدماً كاميرا فيديو منزلية. عندما كان في الرابعة عشر، اشترى معدات فيديو بما في ذلك جهاز كمبيوتر ماك وكاميرات، فضلا عن ترايبود وبدأ في صنع وتحرير أشرطة الفيديو. تخرج من جامعة بيولا في مجال السينما وفنون الإعلام في كانون الأول 2012.

## الحياة المهنية
بدأ زاك موقعه على شبكة الإنترنت، FinCutKing.com في عام 2008، لتقديم التدريب والنصائح حول استخدام برنامج التحرير فاينال كت برو  حيث كان غير قادر على العثور على دروس للبرنامج على شبكة الإنترنت. وفي الوقت نفسه بدأ باستخدام قناته على يوتيوب لإعطاء دروس للتأثيرات البصرية باستخدام البرنامج. بعد اكتساب موقعه لشهرة على الإنترنت، بدأ ببيع ندوات تدريبية واستخدم المال لدفع مصاريف كُلّيته. شارك كمتسابق في حلقة من Viral Video Showdown الذي بث على ساي فاي في عام 2012.

## روابط خارجية
- زاك كينغ على موقع IMDb (الإنجليزية)
- زاك كينغ على موقع قاعدة بيانات الفيلم (الإنجليزية)